# Karla Acosta
Karla Abigail Acosta Martínez (ur. 5 lipca 2000) – meksykańska zapaśniczka walcząca w stylu wolnym. Zajęła dziewiąte miejsce na mistrzostwach świata w 2022 roku.
Siódma na igrzyskach panamerykańskich w 2023. Brązowa medalistka mistrzostw panamerykańskich w 2022 i 2023. Wicemistrzyni igrzysk Ameryki Środkowej i Karaibów w 2023. Wicemistrzyni panamerykańska juniorów w 2018 roku.